# Protomelas spilonotus
Protomelas spilonotus är en fiskart som först beskrevs av Trewavas, 1935.  Protomelas spilonotus ingår i släktet Protomelas och familjen Cichlidae. IUCN kategoriserar arten globalt som livskraftig. Inga underarter finns listade i Catalogue of Life.